# Joseph Höser
Joseph Höser, oft auch fälschlich Josef Höser, (* 13. September 1890 in Erbendorf; † 9. Mai 1935 in Regensburg) war ein Lehrer, Heimatforscher und Chronist.

## Leben

### Kindheit und Jugend
Joseph Höser wurde am 13. September 1890 als unehelicher Sohn des Mesners Karl Gustav Hör und der Anna Höser geboren. Anna Höser zog Joseph und seine ältere Schwester Maria alleine auf, jedoch verbrachte er die Kinderjahre größtenteils bei seiner Großmutter mütterlicherseits, Anna Scharf, verwitwete Höser. Da Anna Höser alleinerziehend war und den Lebensunterhalt für sich und die Kinder durch ihren Beruf als Köchin aufbringen musste, lag die Erziehung des kleinen Joseph, wie auch seiner Schwester Maria, in den ersten Lebensjahren bei der Großmutter, die ihn auch im katholischen Glauben bis zu ihrem Tod aufzog. Von ihr hörte Joseph Höser erste Erzählungen und Geschichten aus vergangenen Zeiten. Diese haben ihn nachhaltig geprägt.

### Früher Tod der Mutter
Als Vierzehnjähriger verlor Höser seine Mutter, die am 16. Juli 1904 im Alter von nur 50 Jahren verstarb. Nach ihrem Tod sorgte sich seine ältere Schwester Maria Höser, die als Näherin ihr Brot verdiente, um ihn. Die beiden bewohnten eine kleine Stube im Hause Reichold, in der heutigen Pfarrgasse 16 am Mühlbühl in Erbendorf.

### Schule und Studium
Nach der Schulzeit an der Volksschule in Erbendorf von 1896 bis 1900 wechselte er auf das Gymnasium nach Weiden über, das er im Jahr 1909 mit dem Abitur verließ. In der Gymnasialzeit wohnte Höser in Weiden in einem Schülerheim. Ein Studium an der Lehrerbildungsanstalt in Amberg konnte Höser im Januar 1911 abschließen.
Seine Freizeit verbrachte er in seiner Heimatstadt Erbendorf. In den Sommermonaten sah man ihn oft in den Nachbarsgärten bei Johann Rupprecht und der Familie Baierl in der Pfarrgasse, in denen er sich vom Studium erholte. Besonders zu Johann Rupprecht, einem angesehenen Schuhmachermeister, hatte Höser ein freundschaftliches Verhältnis.
Rupprecht bewohnte mit seiner Familie ein sogenanntes „Tripfhäuserl“ an der Ecke Pfarrgasse/Spitalgasse (heute Spitalgasse 1). Neben seinem Schuhhandwerk war Rupprecht, wie seine ganze Familie, musikalisch bewandert. Und er war ein sogenannter „Handwerksdichter“ – Höser selbst hat über diesen Johann Rupprecht einen Bericht unter dem Titel Ein Handwerksdichter (1919) verfasst.

### Beruf und erste heimatkundliche Forschungen
Ab dem 15. Februar 1911 war nach erfolgreicher Beendigung seines Studiums sein erster Einsatzort Tirschenreuth als „Hilfslehrer“. Seine Forschungsarbeiten um die Heimat begannen, als ihm der Schuhmachermeister Johann Rupprecht im Jahr 1913 eine geschichtliche Notiz über Erbendorf zeigte. Es handelte sich um zwei Schriftstücke. Eines war aus dem Jahr 1835, aufgezeichnet von Pfarrer Karl Phillip Koller aus Fichtelberg, das zweite Schriftstück stammte von dem Amberger Lyzealprofessor J. G. Hubmann (1849).
Für Höser gaben diese Dokumente Anlass, näher hierüber zu forschen, da die Schriftstücke nicht vollständig waren. Um mehr zu erfahren, stöberte Höser in den Akten alter Erbendorfer Bürgershäuser, in der Stadtregistratur, in den katholischen und evangelischen Pfarrarchiven. Er ließ es sich nicht nehmen, mit alten Erbendorfer Bürgern über alte Zeiten zu sprechen. Auf diese Weise erhielt er zum Beispiel von Frau Dilling die Erbendorfer Nachwächtergesänge überliefert. Für seine Arbeit fand Höser die Unterstützung des Bürgermeisters, des Stadtrates, vom Bezirksamt in Kemnath und vor allem der Erbendorfer Bürgerschaft.
Nachdem Höser die Archive von Pfarrämtern, Forst- und Gemeindeverwaltungen in Erbendorf und in der näheren Umgebung gesichtet hatte und kein neues Material mehr zu finden war, wandte er sich an die Staatsarchive in Amberg und München, an Staatsbibliotheken in Regensburg und München.
Seine Forschungsarbeiten standen auch nicht still, als er befördert und versetzt wurde. Mit Wirkung vom 16. November 1914 wurde Höser an der Schule in Tirschenreuth zum „Schulverweser“ befördert. In dieser Zeit entstanden seine Aufsätze Das ehem. Tirschenreuther Schloss, Der Tirschenreuther Fischhof und Erinnerung an die Verteilung von Fischen. Die Geschichte über Die Benagelung des Chamer Kriegswahrzeichens entstand, nachdem er am 16. November 1915 als Schulverweser an die königliche Präparandenschule in Cham versetzt wurde.
Für Joseph Höser gestaltete sich das Sichten der Dokumente aus den Staatsarchiven insofern schwierig, da er nicht immer die weiten Reisen auf sich nehmen konnte.
Die Lösung bestand darin, dass er zum Beispiel in Cham die Dokumente durch sein Pfarramt, Pfarrer Seidl, von den Staatsarchiven anfordern ließ. So konnte Höser die Akten in aller Ruhe im Pfarrhaus durchgehen. Dieses Verfahren der „Dokumentenüberweisung“ an kirchliche Einrichtungen oder Institutionen war in früherer Zeit üblich, da die Archive davon ausgehen konnten, dass die Akten bei diesen Einrichtungen pfleglich behandelt und natürlich vollständig zurückgegeben wurden. Joseph Höser tat dies auch an seinem späteren Wohnort in Regensburg. Hier gingen die Akten ebenfalls an das Wohnsitz-Pfarramt.

### Heirat
Am 3. August 1915 heiratete Joseph Höser das Fräulein Karoline Bogner aus Erbendorf. Die Bogners betrieben am Unteren Markt in Erbendorf eine Konditorei. Der Vater war Bezirkskaminkehrermeister. Karolines Mutter war eine geborene Lang. Ihre Vorfahren stammen von der Mittelmühle bei Thumsenreuth ab. Die kirchliche und standesamtliche Trauung fand in Erbendorf statt. Aus dieser Ehe gingen die vier Töchter Anna (1916), Erna (1921), Theresia (1925) und Maria (1928) hervor.

### Erkrankung
Kurz nach seiner Hochzeit wurde Höser während des Ersten Weltkriegs nach Grafenwöhr einberufen. Hier erkrankte er an Rheuma, in dessen Folge Höser mit einem Herzklappenfehler kämpfen musste, der ihn sein Leben lang begleitete. Aus diesem Grund wurde er nach kurzer Zeit aus dem Militärdienst entlassen und ging wenig später mit seiner Frau Karolina (Rufname Lina) nach Cham und übte dort dann schon den Beruf als Lehrer aus. Dies geht aus einer "Beglaubigten A b s c h r i f t vom 5.10.1943 aus dem Geburtsregister des Standesamts Cham Nr. 56" hervor, aus der ersichtlich ist, dass er zwei Tage nach der Geburt seines ersten Kindes, Anna Maria Karolina Höser (geb.7. November 1916), am 9. November 1916 die Geburt seiner Tochter für die Ausstellung einer Geburtsurkunde anzeigte. Diese Abschrift weist ihn bereits als Lehrer aus. Er könnte damals in Cham erst ein angestellter Lehrer ohne Beamtenstatus gewesen sein.
Denn, nachdem er mit Wirkung vom 1. Oktober 1918 zum Volksschullehrer befördert wurde, erhielt er die Versetzung nach Regensburg an die Volksschule zum Hl. Kreuz, kurz „Kreuzschule“ genannt. An dieser Schule war er sein ganzes weiteres Leben eingesetzt. Bereits am 1. Januar 1920 erfolgte die Beförderung zum Hauptlehrer an der Kreuzschule.
Zunächst zog die Familie Höser in Regensburg 1918 erst auf die Donauinsel "Oberer Wöhrd", in den 3. Stock des Wohnhauses Müllerstr.1, mit Blick über die Donau auf die bekannte Postkartenansicht, Steinerne Brücke mit Salzstadel und Dom.
Bedingt durch seine Nervenerkrankung und die damit verbundenen Platzängste, war der Volksschullehrer Höser zunächst überhaupt nicht in der Lage, alleine vom Oberen Wöhrd zur Kreuzschule zu gelangen. Seine Ehefrau Karolina, nur immer Lina genannt, musste ihn jeden Tag morgens zu Fuß zur Schule und danach von der Schule wieder nach Hause begleiten. Ab und zu fanden sich hilfreiche Kollegen oder Schüler und begleiteten ihn.
Das ging so nicht mehr weiter. Die Dominikanerinnen des Klosters Hl. Kreuz in Regensburg hatten gegenüberliegend der Kreuzschule ihr Kloster und unterrichteten damals mit sog. „Schulschwestern“ in der Kreuzschule ganz streng nur die Mädchenklassen. Der Volksschullehrer Höser hatte bei diesen Schwestern durch seinen gläubigen, strengen und familienfreundlichen Lebenswandel bald einen so guten Ruf, dass sie ihm bei so manchen Schwesternmangel durch Krankheiten, die eine oder andere Mädchenklasse anvertrauten. Man muss bedenken, dass damals Mädchen- und Jungenklassen im Schulhaus der Kreuzschule ganz streng durch verschlossene Türen getrennt waren.
Durch diese Gefälligkeiten den Schulschwestern gegenüber, gewann Joseph Höser ein großes Ansehen und Vertrauen und kam auch mit der damaligen Schwester Oberin "Columba" ins Gespräch. Daraus ergab es sich, dass Joseph Höser sehr schnell eine frei gewordene Wohnung in einem der Mietshäuser des Klosters im 2. Stock des Stahlzwingerweg 10 erhalten konnte und sehr schnell dorthin umzog. Damit war die leidige Angelegenheit des von ihm gefürchteten Dienstweges gelöst. In dieser Wohnung lebte er bis zu seinem viel zu frühen Tod.

### Heimatkundliche Forschung
An seinem neuen Wohnort Regensburg war Höser auch Gründungsmitglied des „Vereins der Erbendorfer in Regensburg“. Ebenso war er Mitglied beim Historischen Verein für die Oberpfalz und Regensburg. Neben seinem Lehramt und seiner Familie beschäftigten ihn seine Forschungsarbeiten oft bis tief in die Nacht hinein. Finanziell belastete ihn diese Arbeit auch, fielen doch auch viele Reisekosten an. Man bedenke, dass Höser, mit Wohnsitz in Regensburg, als Schriftleiter des Heimatfestes in Erbendorf aktiv war. So war er oft viele Wochenenden immer zwischen Erbendorf und Regensburg unterwegs und als Verkehrsmittel stand hier nur die Eisenbahn zur Verfügung. Die führte von Regensburg über Weiden nach Reuth bei Erbendorf und anschließend mit dem „Erbendorfer Bockl“ in seine Heimatstadt. Durch diese Mehrbelastung begann allmählich seine Gesundheit zu leiden. Rückschläge beim Druck der Chronik in den Jahren 1923 bis 1925 griffen seine Nerven stark an. Langsam gesellte sich zum Herzleiden dadurch ein Nervenleiden.
Ende der 1920er, Anfang der 1930er Jahre unternahm Joseph Höser mit seiner Frau Karoline viele Urlaubsbesuche in Bayern und Österreich, um sich gesundheitlich zu erholen. Urlaubsziele waren das Stubaital in Tirol, Maria Waldrast bei Deutsch Matrei, Neustift, Fügen, Maria Eck und viele mehr.
Teilweise nahm er seine Kinder mit in den Urlaub oder sie verbrachten während dieser Zeit die Ferien in Erbendorf bei ihrer Großmutter Anna Bogner in Erbendorf. Postkarten aus dieser Zeit zeugen davon.
Auf einer Karte schreibt Höser, dass er sich in den Bergen besser fühle als in Regensburg. Das mag wohl an der frischen Luft und schönen Natur gelegen haben. Viele Karten schrieb er humorvoll an seine Tochter Erna mit folgendem Adressat: „Ernerl“ oder „Hauptlehrerstöchterlein“.
Aufsätze und Texte für die Zeitschrift Die Oberpfalz und den Regensburger Anzeiger beschäftigten Höser nach seinem großen Werk Geschichte der Stadt Erbendorf.
Als liebevoller Familienvater war er stets für seine Familie zu haben. Oft besuchte die ganze Familie ihre Heimatstadt Erbendorf, wo die Bogner-Großmutter wohnte. Für seine Kinder hatte Joseph Höser jeweils ein Tagebuch angelegt, in dem er alle Vorkommnisse und Ereignisse eintrug, die die jeweilige Tochter betrafen. Diese Tagebücher wollte Höser seinen Töchtern jeweils zum 21. Geburtstag schenken. Er konnte das Vorhaben jedoch nicht vollenden – sein Tod kam ihm zuvor.
Seine letzte Beförderung erhielt Höser mit Wirkung zum 1. Februar 1929 als Hauptlehrer.
Während eines Besuchs bei der Höser-Familie in Regensburg starb Joseph Hösers Schwester Maria im Alter von 52 Jahren an Lungenentzündung. Zuletzt war sie in Marienheim bei Neuburg/Donau als Pfarrhaushälterin beschäftigt.
Im Januar 1935 erkrankte er an einer Grippe, die ihn längere Zeit ans Bett fesselte. Hinzu gesellte sich eine Venenentzündung. Ende April 1935 durfte er das erste Mal sein Bett wieder verlassen. Jedoch holte ihn, durch das lange Liegen im Bett, eine Lungenentzündung ein, die in der Nacht vom 8. auf 9. Mai durch eine Embolie seinen schnellen Tod brachte. Im Alter von nur 44 Jahren verstarb Joseph Höser in der Nacht des 9. Mai 1935 im 2. Stock seiner Wohnung, Stahlzwingerweg 10, in Regensburg. Das Schlafzimmer, in dem er starb, sind die 3 Fenster über Eck, im 2. Stock, davon ein Fenster zum Biergarten der Kreuzschenke und zwei Fenster zum Stahlzwingerweg. Joseph Höser verschied in dieser Nacht im Ehebett im linken Bett liegend, neben seiner sehr geliebten Ehefrau Lina, die durch das Röcheln, bedingt durch die Lungenembolie, wach wurde. Der Tod sei nach ihren Aussagen dem Enkelsohn Günter Busbach gegenüber, Sohn ihrer ältesten Tochter Annemarie, sehr plötzlich eingetreten. Seine Frau Lina blieb ihrem Mann Joseph bis zu ihrem eigenen Tod absolut treu.
Welchen Beliebtheitsgrad Joseph Höser hatte, zeigte die große Beteiligung an der Beerdigung. Neben vielen Schulklassen, die von ihrem Lehrer Abschied nahmen, war auch ein großer Kreis der Lehrerschaft anwesend. Die Beteiligung war ebenfalls unübersehbar. So kamen Domdekan Reichenberger, Generalvikar Höcht, Hochschuldirektor Heidingsfelder, Kooperatoren der Herz-Jesu Pfarrei, Stadtpfarrer Meister von St. Wolfgang und viele, viele andere.
Auf seinem letzten Gang begleitete ihn keine Musik. In einem Zeitungsnachruf jedoch wurde dies wundervoll umschrieben:
„… Keine laute Musik begleitete Hauptlehrer Höser auf seinem letzten Gange. Und doch war Musik um diesen endlos langen Zug der Leidtragenden: die Musik des Frühlings, der jetzt in vollem Schalle in der Natur eingezogen ist; die Musik aus den Kehlen der Vögel, die den Friedhof bevölkern; die Musik aus dankbaren Herzen, die dem Verblichen-en zugetan waren und die Musik des Gebetes, das auf dem langen Wege zum Grabe für ihn gesprochen wurde …“
Einen Nachruf, der zu Herzen ging, gab Stadtpfarrer Stöcklein. Im Namen der Stadtschulbehörde sprach Bezirksschulrat Held. Dankbare Anerkennung der Kollegen aus dem Kreis der Kreuzschule zollte Höser Oberlehrer Meidinger.
Für den Lehrerbund sprach Oberstudienrat Mayr. Für den „Heimatverein der Erbendorfer in Regensburg“ sprach Ponnath. Den Abschluss bildete der Nachruf des Erbendorfer Bürgermeisters Heinrich Tretter.
Hösers Freund Michael Lassleben aus Kallmünz veröffentlichte im Jahr 1935 in der Zeitschrift Die Oberpfalz einen Nachruf auf den großen Heimatforscher.
Noch heute ist das Grab Hösers auf dem Oberen Friedhof in Regensburg zu sehen. Dort liegt er bei seiner 1978 verstorbenen Ehefrau begraben.

## Die Entstehung der Chronik
Als im Jahre 1923 das Manuskript für die Chronik von Höser fertiggestellt worden war, suchte Höser nach einem Verleger. Zur damaligen Zeit gab der Erbendorfer Stadtpfarrer Heigl den Kirchenanzeiger der katholischen Pfarrei Erbendorf heraus. Er erklärte sich bereit, die Chronik als Beilage zum Kirchenanzeiger zu drucken. Die Geschichte der Stadt Erbendorf erschien somit erstmals als Beilage zum Kirchenblatt einmal wöchentlich.
Leider stellte der Kirchenanzeiger aus Kostengründen sein Erscheinen ein. Es war eine unsichere Zeit. Die Inflation in Deutschland erreichte bis Herbst 1923 ihren Höhepunkt. Von der Chronik waren bis dahin 48 Seiten als Beilage gedruckt worden. Höser hatte seinen ersten Verleger verloren.
Während des Jahres 1924 machte Johann Scheuerer, Inhaber der „Volkshausdruckerei“ in Erbendorf, den Vorschlag, Hösers Werk als Buch herauszubringen. Scheuerer, der seine Druckerei im Volkshaus hatte, wo sich im heutigen Kolpinghaus in der Pfarrgasse der Kleine Saal befindet, war zur damaligen Zeit Herausgeber des Erbendorfer Volksboten.
Scheurer erklärte sich bereit, für die Chronik den Druck zu übernehmen. Die Stadt Erbendorf kam Joseph Höser entgegen, indem sie das notwendige Papier zum Drucken kostenlos zur Verfügung stellte. Die Auflage richtete sich nach den Festbestellungen, die in Zeitschriften und Zeitungen publik gemacht wurden. Diese waren notwendig, um finanziell den Druck sicher überstehen zu können. Ein „broschiertes“ Buch kostete 5 Mark, ein „gebundenes“ 6,50 Mark.
Vorgesehen war, aufgrund der Festbestellungen nach dem Heimatfest 1924 die Chronik zu drucken und auszuliefern.
Der Chronik-Druck unter Scheuerer konnte nicht ausgeführt werden, da nach 64 Seiten Johann Scheuerer verstarb. Dies versetzte Joseph Höser einen weiteren schweren Schlag, was sich auch gesundheitlich an ihm auswirkte.
Nach Verhandlungen mit Scheuerers Vater, ebenfalls Druckereibesitzer in Augsburg, erklärte sich dieser bereit, den begonnenen Druck fortzusetzen. Es verging einige Zeit – er hatte noch keine einzige Seite gedruckt –, da trat Scheuerer von seinem Angebot aufgrund der großen finanziellen Risiken zurück.
Auch unter diesem großen Rückschlag litt Joseph Höser sehr. Aber in seiner Not kamen ihm die Erbendorfer Stadträte Hans Schiffmann und Albert Fichtner zu Hilfe. Durch ihre Vermittlung fand sich der Stadtrat in Erbendorf bereit, das finanzielle Risiko eines Drucks zu tragen.
Die Stadt beteiligte sich auch an der Hälfte der Bild-Druckkosten, der andere Teil konnte durch Werbemaßnahmen in Erbendorf und bei Erbendorfer Landsleuten in der Ferne, sowie von umliegenden Gemeinden, wie Siegritz, Altenstadt (hier ist der heutige Erbendorfer Ortsteil Altenstadt gemeint), Gössenreuth und Wildenreuth, dem Evang. und Kath. Pfarramt, Vereinen, Firmen und besonders Erbendorfer Bürgern gedeckt werden. Als Verleger fand sich der Oberpfalz-Verlag, Michael Laßleben in Kallmünz.
Mit dem Druck konnte 1925 endlich begonnen werden. 1926 war er vollendet. Der größte Kostenaufwand entstand durch die zahlreichen Bilder in der Chronik. Zu jedem Bild musste ein sogenannter „Bildstock“ zum Drucken angefertigt werden.
Bei der Bürgerschaft spendeten besonders jene, deren Anwesen als Fotografie in die Chronik aufgenommen wurden. Und das waren nicht wenige.
Für die Ausschmückung des Buches konnte Höser seinen Freund Hanns Schultes, Kunstmaler aus München, gewinnen. Schultes erstellte die Federzeichnungen ausnahmslos aufgrund von Fotos. Die zahlreichen Fotografien fertigten die Fotografen Johann Hösl aus Krummennaab, Andreas Rasp aus Erbendorf, Spahn aus Grafenwöhr (Spahn hat übrigens viele zahlreiche Fotos zum Heimatfest 1924 „geschossen“), Krämer aus Mitterteich und Götz aus Straubing.
Neben Schultes stammten einige Federzeichnungen von Albert Reich, ebenfalls Kunstmaler in München, und eine Skizze von Johann Brunner, Studiendirektor in Cham.
Eine große Aufgabe kam auf Höser mit der Korrektur des Buches zu. Dies konnte Höser unmöglich alleine schaffen. Unterstützung holte er sich von Dominikanerinnen des Klosters Hl. Kreuz in Regensburg und von den Armen Schulschwestern in Erbendorf, hier vor allem bei der Oberin M. Cäsaria Brandl. Entgegen kamen ihm auch die Lehrerin Betty Herget, Oberlehrer J. B. Lassleben in Kallmünz, Verleger Michael Laßleben und vor allem auch seine Frau Karoline.
Nach dem Auf und Ab, bis es überhaupt zum Druck der Chronik kam, dem vielen Korrekturlesen, freute sich Joseph Höser besonders, als er die Nachricht bekam, dass der Stadtrat mit Beschluss vom 5. August 1925 erklärte, sein Bild der Titelseite nachträglich beizufügen.
Die Auflage von 1926 war schnell vergriffen. Jede Familie hütete das Buch wie kein anderes. Zur damaligen Zeit gab es kein vergleichbares Buch in ganz Bayern, dass die Geschichte und Entwicklung eines Ortes so ausführlich schilderte.
Die Einmaligkeit dieses Buches lässt es zu, näher darauf einzugehen:
Das Buch hat insgesamt 542 Seiten. Das Bildnis Hösers wurde, wie bereits erwähnt, nachträglich eingefügt, da beim Beschluss des Stadtrates der Druck bereits begonnen hatte. Auf Seite röm. III steht die Widmung des Verfassers:
In Verehrung und Dankbarkeit der
Stadtgemeinde Erbendorf gewidmet
vom Verfasser
Sein fünfseitiges Vorwort beginnt mit den Worten:
„Liebe und Verehrung für mein Heimatstädtchen Erbendorf
haben dieses Buch geschrieben!“
Das Buch beinhaltet 54 Kapitel zur Erbendorfer Geschichte, die von Höser in zehnjähriger, aufopferungsvoller Arbeit zusammengetragen wurden. Aufgelockert sind die Kapital mit 141 Zeichnungen, Karten und Fotos, die am Anfang des Buches im Bilderverzeichnis mit den Urhebern angegeben sind.
Besonders viel Mühe machte sich Höser mit dem Erstellen eines Sach- und Personenregisters. In alphabetischer Reihenfolge nahm er alle vorkommenden Namen und Ortsbezeichnungen mit Angabe der jeweiligen Seitenzahl auf.
Der letzte Satz des Chronisten in der Chronik betrifft den Bergbau in Erbendorf. Höser vermerkt: „Nachdem das Bergbaukapitel schon gedruckt war, erhielt ich die freudige Nachricht, dass das Bergwerk eine kapitalskräftige Gesellschaft gefunden hat, die es wieder in Betrieb setzt. Glück auf!“

## Joseph Hösers Arbeiten
In seinen geschichtlichen Arbeiten war es sein Bestreben, die Ereignisse wahrheitsgetreu, ohne politische oder konfessionelle Stellungnahmen darzustellen.
Er ließ sich bei seinen chronistischen Werken stets von einem Gedicht des Dichters August Sperl leiten:
Tauche deine Feder in Vorsicht, Chronist,

und stelle dich hoch über deine Arbeit!

Chronika schreiben heißt Richteramt üben.

Darum bedenke, daß du einst Rechenschaft ablegen musst

Von jedem deiner Urteile!

Die Geschlechter, die da gekämpft und gelitten haben,

wenn ein Jahrhundert sich aus dem anderen emporgehoben hat,

bleibt, wenn ein Geschlecht ums andere versunken ist

im Staube der Jahrhunderte.
Ergebnisse seiner mehr als zehnjährigen Forschungszeit veröffentlichte Höser als Kurzberichte und Artikel in Zeitungen und Zeitschriften. Umfangreiche Berichte waren im Regensburger Anzeiger und vor allem in der Monatszeitschrift Die Oberpfalz (Verlag Michael Lassleben, Kallmünz).
Seine erste Veröffentlichung in dieser Heimatzeitschrift erschien im 8. Jahrgang 1914 unter dem Titel Der Bergbau bei Erbendorf.
Im Folgenden seine Beiträge in der Zeitschrift Die Oberpfalz mit Angabe des Jahrgangs/Jahres und der entsprechenden Seitenzahl:
- „Der Bergbau bei Erbendorf“ 8./1914, Seite 9
- „König Wenzels Besuch in Erbendorf 1383“ 8./1914, Seite 83
- „Spottverschen“ 8./1914, Seite 151
- „Das ehem. Tirschenreuther Schloß“ 8./1914, Seite 198
- „Die Mariensäule in Erbendorf“ 9./1915, Seite 35
- „Der Tirschenreuther Fischhof“ 9./1915, Seite 70
- „Erinnerung an die Verteilung von Fischen“ 9./1915, Seite 74
- „Aberglaube und Krieg“ 10./1916, Seite 12
- „Benagelung des Chamer Kriegswahrzeichens“ 10./1916, Seite 72
- „Benagelung des Kriegswahrzeichens in Erbendorf“ 10./1916, Seite 119
- „Sagen über den Benefiziaten Weißbach“ 10./1916, Seite 173
- „Max Regers Vorfahren“ 11./1917, Seite 30
- „Das Pesthaus zu Erbendorf“ 12./1918, Seite 100
- „Der Grenzsteinverrücker“ 12./1918, Seite 39
- „Vom Hoi-Mannl“ 12./1918, Seite 107
- „Nochmals das Zöpfchenflechten bei Pferden“ 12./1918, Seite 137
- „Von Spinn- und Rockenstuben in der Oberpfalz“ 13./1919, Seite 24
- „Ein Handwerksdichter“ 13./1919, Seite 32
- „Die Judengasse in Erbendorf“ 13./1919, Seite 187
- „Der Leichtrunk“ 13./1919, Seite 189
- „Johann Georg Bäumler – ein oberpfälzer Dichter“ 16./1922, Seite 162
- „Die große Feuersbrunst in Erbendorf“ 17./1923, Seite 116
- „Papa Beck“ 21./1927, Seite 153
- „Oberpfälzische Ahnen des Dichters Friedrich von Schiller“ 22./1928, Seite 134
- „Das alte Bergstädtchen Erbendorf und seinemalerische Umgebung“ 23./1929, Seite 127
- „Um fürstliche Gunst und Gnade“ 24./1930, Seite 70
- „Außergewöhnlich heiße Sommer“ 27./1933, Seite 131
- „Oberpfälzische Osterbräuche“ 30./1936, Seite 109
- „Der Thama mit’n Hamma“ 40./1952, Seite 231

Einige dieser Berichte waren die Grundlage für die „Geschichte der Stadt Erbendorf“. Sie wurden zum Teil komplett übernommen oder in größeren Zusammenhängen eingearbeitet.
Neben diesen heimatkundlichen Beträgen gab Joseph Höser 1920 die „Geschichte der Ritterfeste Siegritz und ihrer Hofmark“ als Druckwerk heraus. Verlegt wurde es in der Druckerei Ponnath in Erbendorf.
Er beschreibt darin folgende Themenkreise:
- „Älteste, allgemeine Geschichte unserer Gegend“
- „Siegritz als Landsassengut“
- „Siegritz als Ritter- oder Mannlehen“
- „Siegritz als allodiales, freieigenes Rittergut“
- „Das Schloss und der herrschaftliche Grundbesitz“
- „Das Verhältnis der Herrschaft zu den Untertanen“
- „Kirchlich-religiöse Verhältnisse“
- „Geschichtliches über die Gemeinde Siegritz“

In einem weiteren Anhang schrieb er über die untergegangene Ortschaft Schnepfenreuth bei Neuhaus/Waldnaab (jetzt Windischeschenbach) und über die Heldentafel zu Ehren der Gefallenen im Ersten Weltkrieg 1914/18 aus Siegritz.
Das Originalmanuskript und die dazugehörigen Quellenangaben schenkte Höser dem „Historischen Verein für Regensburg und die Oberpfalz“. Vermerkt ist dieser Hinweis im Nachwort „Geschichte der Ritterfeste Siegritz“. Datiert ist das Originalmanuskript mit dem Jahre 1917.
Nicht nur geschichtliche Zusammenhänge interessierten Höser. Auch an der Natur hatte er Gefallen und schrieb über sie. Zu diesem Sachthema entstand 1921 sein zweites Werk, die Oberpfälzer Volksheilkunde. Dieses Heftchen wurde nicht in Erbendorf, sondern bei seinem Freund Michael Lassleben in Kallmünz verlegt.
1922 folgte eine Ausgabe über die „Geschichte der Mittelmühle bei Erbendorf“. Ebenfalls verlegt und gedruckt bei Michael Lassleben in Kallmünz.
Zur Mittelmühle hatte Joseph Höser eine besondere Beziehung. Nicht nur, dass die Vorfahren von seiner Ehefrau Karoline mütterlicherseits von der Mittelmühle abstammen, auch Hösers Vorfahren mütterlicherseits heiratete bei den Lang’s ein. Ein Spross der Lang’s, Johann Lang, war Müller in Rodenzenreuth (geb. 2. Juli 1657, gest. 20. April 1728) und verheiratet mit einer Barbara Wopperer, Müllerstochter von Trevesen (Eheschließung 14. November 1684). Ihr gemeinsamer Sohn Johann Math. Lang war durch die Einheirat mit Anna Margaret Käs von Mittelmühl der erste Lang auf Mittelmühle, dessen Nachfahre noch heute mit dem Namen Lang Besitzer der Mittelmühle ist. Der Familie Wopperer entstammt auch die Großmutter Hösers, Anna Scharf, geborene Wopperer.
Mit Johann und Barbara Lang, geborene Wopperer, hatten die Eheleute Joseph und Karoline also dieselben Urahnen. Die-sen Sachverhalt hat Höser beim Stammbaum der Familie Lang in der veröffentlichten Schrift auf Seite 15 unter dem Zeichen **) vermerkt.
Des Weiteren wird in diesem Heft die Geschichte der Mühle und ihrer Besitzer, die Grund- und Gerichtsherrschaft, fröhliche Zeiten, und die Mühle in schlimmen Zeiten erzählt. Dem 16 Seiten umfassenden Werk fügte Höser zwei Federzeichnungen seines Freundes Hanns Schultes, Kunstmaler in München, bei.
Mit „Erbendorf während des Weltkrieges“, gemeint ist hier der Erste Weltkrieg, schrieb Höser ein dreihundertseitiges Manuskript über die Zeit des Krieges in Erbendorf. Das reichbebilderte Werk befindet sich im Stadtbuch der Stadt Erbendorf (Archiv). Es entstand in den Jahren 1922/23.
Beim Heimatfest vom 26. Juli bis 3. August 1924 war Joseph Höser Schriftleiter und somit verantwortlich für den Inhalt der Festschrift.
Bei dem Fest, bei dem die Stadt Erbendorf ihr 800-jähriges, der Turnverein sein 30-jähriges und die Freiwillige Feuerwehr Erbendorf ihr 60-jähriges Jubiläum begehen konnten, wurde eine Festschrift ausgegeben, die die Volkshausdruckerei Scheurer druckte.
Neben Werbeinseraten Erbendorfer Geschäfte, gestaltete Höser die Festschrift mit heimatkundlichen Beiträgen. Neben Aufsätzen aus seiner Hand waren auch Beiträge des Be-zirkslehrers Dobmeier, von Pfarrer J.B. Lehner aus Krummennaab und Pfarrer Zintl zu lesen.
Bei den Beiträgen Hösers handelte es sich um Themen, die aus dem bereits fertigen Manuskript zur „Geschichte der Stadt Erbendorf“ entnommen wurden. Dies waren im Einzelnen:
- Das Erbendorfer Stadtwappen
- Die Kirche zu St. Veit
- Die christlichen Flurdenkmäler um Erbendorf
- Friedrich Schillers Abstammung aus Erbendorfer Bürgergeschlecht
- Pfalzgraf Erbr II., der Gründer Erbendorfs
- Aus dem Leben des alten Kammerer Glasers
- Nachtwächter Hans
- Der letzte Erbendorfer Weber

Andere Texte waren „Das sog. Alte Schloß bei Neuenreuth und die Sage vom Schiedermannl“, „Von den Spinn- und Rockenstuben“ und „Siegmund Dietz, der Gründer und Stifter der Erziehungsanstalt Kallmünz“. Für die künstlerische Gestaltung konnte Höser seinen Freund Hanns Schultes gewinnen, der für das Fest die schönen Plakate entwarf. Berichte lockerte Schultes mit seinen Federzeichnungen auf. Die Plakate zum Heimatfest hingen damals fast auf jedem bayerischen Bahnhof aus.

## Ehrungen

### Ehrenbürgerwürde
Als die Chronik 1926 unter Dach und Fach war, überraschte die Stadt Erbendorf Höser damit, dass sein Bildnis in die Chronik aufgenommen wird. Sichtlich glücklich war Höser auch, als mit Stadtratsbeschluss vom 16. Dezember 1926 ihm die Ehrenbürgerwürde der Stadt Erbendorf übertragen wurde.
Die Feierlichkeit fand hierzu auf Anregung der Stadtgemeinde Erbendorf im großen Zimmer des Bischofshofs in Regensburg statt. Hier übergab Bürgermeister Mößbauer die Ernennungsurkunde an den Geehrten. Zu dieser Feierstunde waren neben Hösers Angehörigen Vertreter der Stadt Erbendorf, Mitglieder des „Vereins für Erbendorf in Regensburg“ vertreten. Besonders freute es ihn, dass Regierungspräsident von Winterstein und Schulrat Freudenberg an der Feierstunde teilnahmen. Geladen waren neben den Persönlichkeiten viele andere Gäste. Über die Feier wurde ausführlich in der Monatszeitschrift „Die Oberpfalz“ berichtet.